# Utsurohi
Utsurohi est une œuvre de Miyawaki Aiko. C'est l'une des œuvres d'art de la Défense, en France.

## Description
L'œuvre est située à côté du CNIT. Cette installation consiste en 30 colonnes d'acier de 30 cm de diamètre, recouvertes d'un verre cristallisé et reliées entre elles par des tiges d'acier.

## Historique
L'œuvre est créée en 1988 et installée en 1989.